# دویر رسلان
دویر رسلان (به عربی: دویر رسلان) یک روستا در سوریه است که در استان طرطوس واقع شده‌است. دویر رسلان ۴٬۴۴۰ نفر جمعیت دارد.